# Barbery (Oise)
Barbery és un municipi francès, situat al departament de l'Oise i a la regió dels Alts de França. L'any 2007 tenia 524 habitants.

## Demografia

### Població
El 2007 la població de fet de Barbery era de 524 persones. Hi havia 196 famílies de les quals 50 eren unipersonals (25 homes vivint sols i 25 dones vivint soles), 63 parelles sense fills, 75 parelles amb fills i 8 famílies monoparentals amb fills.
La població ha evolucionat segons el següent gràfic:
Habitants censats

### Habitatges
El 2007 hi havia 216 habitatges, 204 eren l'habitatge principal de la família, 1 era una segona residència i 11 estaven desocupats. 180 eren cases i 34 eren apartaments. Dels 204 habitatges principals, 114 estaven ocupats pels seus propietaris, 86 estaven llogats i ocupats pels llogaters i 4 estaven cedits a títol gratuït; 3 tenien una cambra, 27 en tenien dues, 28 en tenien tres, 45 en tenien quatre i 100 en tenien cinc o més. 153 habitatges disposaven pel capbaix d'una plaça de pàrquing. A 83 habitatges hi havia un automòbil i a 110 n'hi havia dos o més.

### Piràmide de població
La piràmide de població per edats i sexe el 2009 era:
| Homes | Edats   | Dones |
| ----- | ------- | ----- |
| 0     | 95 o +  | 0     |
| 0     | 90 a 94 | 0     |
| 4     | 85 a 89 | 0     |
| 0     | 80 a 84 | 4     |
| 4     | 75 a 79 | 4     |
| 0     | 70 a 74 | 0     |
| 4     | 65 a 69 | 8     |
| 8     | 60 a 64 | 4     |
| 12    | 55 a 59 | 0     |
| 16    | 50 a 54 | 20    |
| 32    | 45 a 49 | 16    |
| 20    | 40 a 44 | 24    |
| 28    | 35 a 39 | 20    |
| 16    | 30 a 34 | 32    |
| 28    | 25 a 29 | 20    |
| 32    | 20 a 24 | 16    |
| 16    | 15 a 19 | 20    |
| 28    | 10 a 14 | 24    |
| 16    | 5 a 9   | 12    |
| 24    | 0 a 4   | 16    |

## Economia
El 2007 la població en edat de treballar era de 379 persones, 309 eren actives i 70 eren inactives. De les 309 persones actives 283 estaven ocupades (157 homes i 126 dones) i 27 estaven aturades (13 homes i 14 dones). De les 70 persones inactives 25 estaven jubilades, 23 estaven estudiant i 22 estaven classificades com a «altres inactius».

### Ingressos
El 2009 a Barbery hi havia 196 unitats fiscals que integraven 534,5 persones, la mediana anual d'ingressos fiscals per persona era de 23.048 €.

### Activitats econòmiques
Dels 30 establiments que hi havia el 2007, 3 eren d'empreses alimentàries, 1 d'una empresa de fabricació de material elèctric, 1 d'una empresa de fabricació d'altres productes industrials, 7 d'empreses de construcció, 10 d'empreses de comerç i reparació d'automòbils, 1 d'una empresa de transport, 3 d'empreses d'hostatgeria i restauració, 2 d'empreses de serveis, 1 d'una entitat de l'administració pública i 1 d'una empresa classificada com a «altres activitats de serveis».
Dels 5 establiments de servei als particulars que hi havia el 2009, 1 era una oficina de correu, 1 fusteria, 2 lampisteries i 1 electricista.
Dels 4 establiments comercials que hi havia el 2009, 1 era un hipermercat i 3 fleques.
L'any 2000 a Barbery hi havia 7 explotacions agrícoles.

## Equipaments sanitaris i escolars
El 2009 hi havia una escola elemental integrada dins d'un grup escolar amb les comunes properes formant una escola dispersa.

## Poblacions més properes
El següent diagrama mostra les poblacions més properes.